# Педара
Педара (итал. Pedara) — коммуна в Италии, располагается в регионе Сицилия, подчиняется административному центру Катания.
Население составляет 11 397 человек, плотность населения составляет 528 чел./км². Занимает площадь 19 км². Почтовый индекс — 95030. Телефонный код — 095.
Покровительницей коммуны почитается святая Екатерина Александрийская. В коммуне 25 марта особо празднуется Благовещение Пресвятой Богородицы.